# Oficina de Asuntos del Hemisferio Occidental
La Oficina de Asuntos del Hemisferio Occidental (Bureau of Western Hemisphere Affairs, WHA, por sus siglas en inglés) es parte del Departamento de Estado de los Estados Unidos. Se encarga de implementar la política exterior de los Estados Unidos, y administrar y promover los intereses estadounidenses en el «hemisferio occidental» (término utilizado en Estados Unidos para referirse al continente de América), a través del «apoyo a la democracia, el comercio y el desarrollo económico sostenible, y el fomento de la cooperación en temas como el narcotráfico. y delincuencia, reducción de la pobreza y protección del medio ambiente». También asesora al subsecretario de Estado para Asuntos Políticos, en la formulación de políticas hacia los países americanos.
La oficina está encabezada por el subsecretario de Estado para Asuntos del Hemisferio Occidental, actualmente Kimberly Breier.

## Historia
El Departamento de Estado estableció por primera vez una División de Asuntos de América Latina en 1909. Previamente en 1870 el secretario de Estado Hamilton Fish había establecido dos oficinas geográficas, de las cuales una tenía jurisdicción sobre América Latina y otras regiones. En 1915, como consecuencia de la revolución mexicana, se creó una División de Asuntos Mexicanos separada de la división para América Latina creada en 1909. En 1937 se unificaron, creando la División de las Repúblicas Americanas, que permaneció hasta 1944.

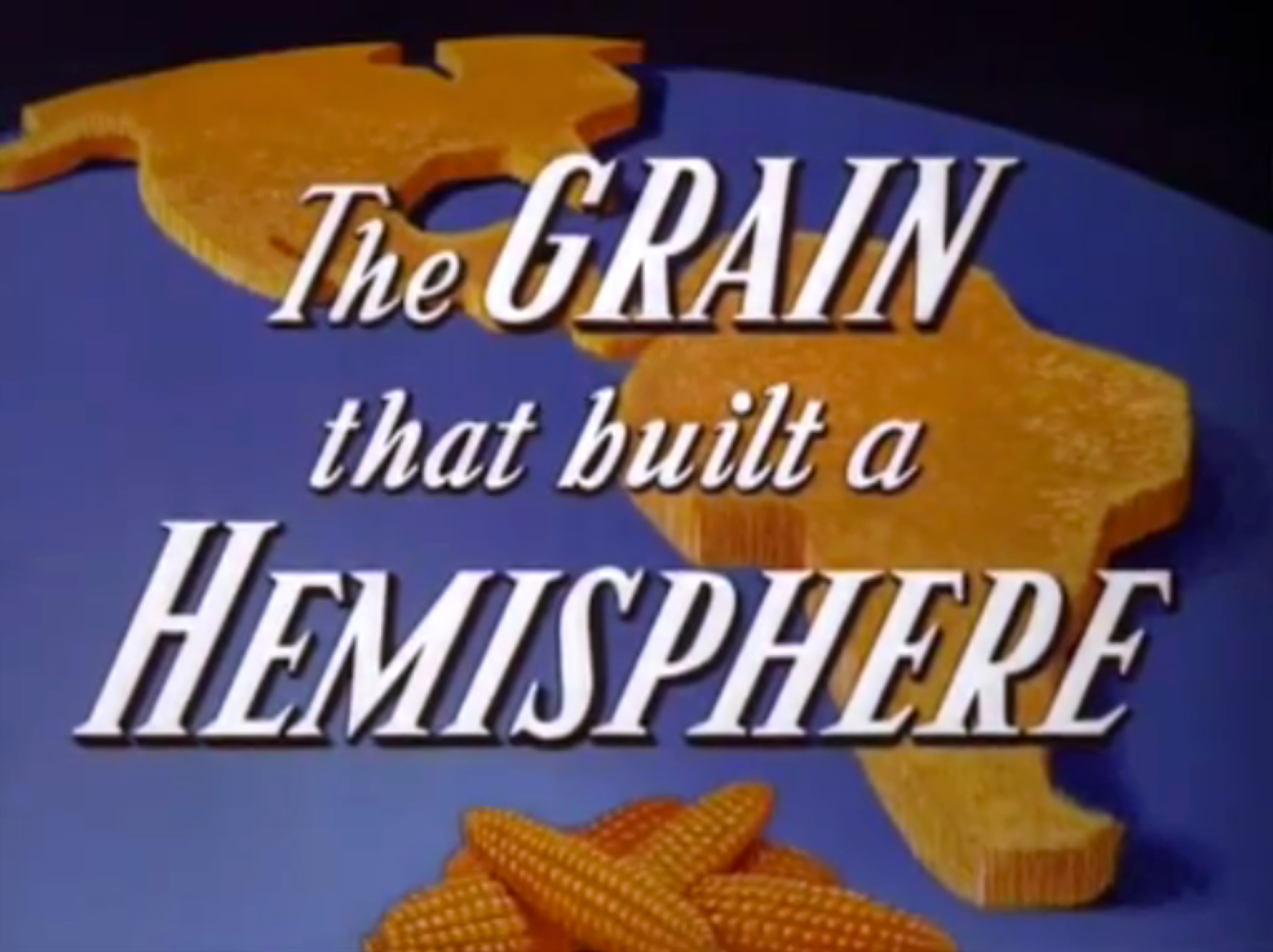
The Grain That Built a Hemisphere («El grano que construyó un hemisferio»), cortometraje documental de 1943 producido por Walt Disney con «auspicio» de la CIAA. Nótese el uso de la palabra «hemisferio», para referirse al continente.

En julio de 1941, el presidente Franklin D. Roosevelt, creó la Oficina de Coordinación de Asuntos Interamericanos (CIAA, por sus siglas en inglés), como sucesora de la Oficina de Coordinación de Relaciones Comerciales y Culturales entre las Repúblicas Americanas, establecida en 1940. A cargo de Nelson Rockefeller, la CIAA promovía la cooperación interamericana, especialmente en áreas comerciales y económicas. La función de la agencia era la distribución de noticias y películas, además de programas radiales, hacia y desde Latinoamérica para contrarrestar la propaganda alemana e italiana en el marco de la Segunda Guerra Mundial. La oficina se encontraba en la estructura de la Oficina Ejecutiva del Presidente de los Estados Unidos.
El cargo de director de la Oficina de Asuntos Interamericanos se creó el 23 de marzo de 1945, en sustitución del cargo de coordinador de la Oficina de Coordinación de Asuntos Interamericanos, quedando al frente de Wallace K. Harrison. Por orden ejecutiva del 31 de agosto de 1945, las actividades informativas de la oficina fueron transferidas al Departamento de Estado. Finalmente, el 10 de abril de 1946, una orden ejecutiva del presidente Harry S. Truman disolvió la oficina de Coordinación de Asuntos Interamericanos y sus funciones restantes fueron transferidas a la Oficina de Asuntos de las Repúblicas Americanas del Departamento de Estado.

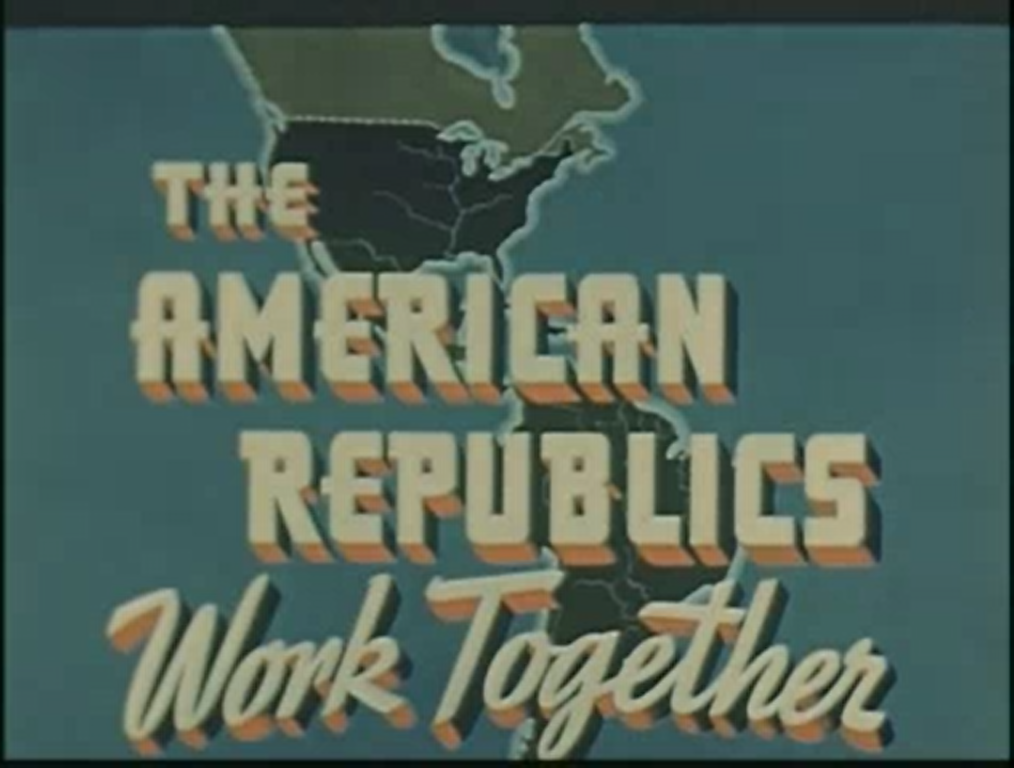
The American Republics Work Together («las Repúblicas Americanas trabajan juntas»), mensaje del cortometraje de 1942 Pan American Bazaar producido por Macy's con «auspicio» de la CIAA.

Dicha oficina ya se había conformado en enero de 1944 y estaba a cargo de Laurence Duggan. La misma había sido fraccionada en cinco subdivisiones sobre una base regional: asuntos mexicanos, asuntos de América Central y Caribe, asuntos de la Costa Norte y Oeste (temporalmente también existió la sección de asuntos bolivianos), asuntos del Río de la Plata y asuntos brasileños. También se conformó una división de análisis y enlace. A mediados de 1944 quedó al frente de Norman Armour, y el 20 de diciembre de ese mismo año se estableció el cargo de secretario de Estado adjunto para Asuntos de las Repúblicas Americanas, al frente de Nelson Rockefeller y luego de Spruille Braden.
La Oficina para Asuntos de las Repúblicas Americanas se suspendió temporalmente entre junio de 1947 y junio de 1949, quedando a cargo del secretario adjunto de Asuntos Políticos. Tras una reorganización en julio de 1949, el área volvió a conformarse, junto con otras oficinas del Departamento de Estado establecidas para otras partes del mundo, luego de que la Comisión de Organización del Poder Ejecutivo del Gobierno (llamada Comisión Hoover) recomendara que se actualizaran algunas áreas a nivel de oficina y después de que el Congreso de los Estados Unidos aumentara el número de secretarios de Estado adjuntos de seis a diez. El 3 de octubre de ese mismo año, adquirió el nombre de Oficina de Asuntos Interamericanos.
Durante las presidencias de John F. Kennedy y Lyndon B. Johnson, la oficina quedó a cargo de la coordinación de la Alianza para el Progreso, programa de ayuda económica, política y social de Estados Unidos para América Latina.
El 12 de enero de 1999, bajo la presidencia de Bill Clinton, la oficina asumió el área referida a las relaciones con Canadá y pasó a llamarse «Asuntos del Hemisferio Occidental», quedando al frente de Peter F. Romero.

## Organización
Las oficinas de la Oficina de Asuntos del Hemisferio Occidental dirigen, coordinan y supervisan las actividades del gobierno de los Estados Unidos dentro del continente americano, incluidas cuestiones políticas, económicas, consulares, de diplomacia pública y de gestión administrativa. Las oficinas están formadas por un director, un director adjunto, funcionarios multifuncionales y personal de apoyo.
- Oficina de Asuntos Andinos: coordina las políticas hacia Bolivia, Colombia, Ecuador, Perú y Venezuela.
- Oficina de Asuntos Brasileños y del Cono Sur: coordina las políticas hacia Argentina, Brasil, Chile, Paraguay y Uruguay.
- Oficina de Asuntos Canadienses: supervisa las relaciones entre Canadá y Estados Unidos.
- Oficina de Asuntos del Caribe: coordina la política hacia Antigua y Barbuda, Aruba, Bahamas, Barbados, Dominica, República Dominicana, Granada, Guyana, Jamaica, el Caribe neerlandés, San Cristóbal y Nieves, Santa Lucía, San Vicente y las Granadinas, Surinam y Trinidad y Tobago.
- Oficina del Coordinador para Asuntos Cubanos: supervisa las relaciones entre Cuba y Estados Unidos.
- Oficina de Asuntos Centroamericanos: coordina las políticas hacia Belice, Costa Rica, El Salvador, Guatemala, Honduras, Nicaragua y Panamá.
- Oficina del Coordinador Especial para Haití: creada en 2016, es responsable de asuntos referidos con Haití.
- Oficina de Política Económica y Coordinación de Cumbres: supervisa las políticas relacionadas con el comercio, la energía, las finanzas y las Cumbres de las Américas.
- Oficina Ejecutiva: es responsable de los recursos humanos y servicios de apoyo a la gestión para las misiones de la oficina en el extranjero.
- Oficina de Asuntos Mexicanos: supervisa las relaciones entre México y Estados Unidos.
- Oficina de Diplomacia Pública y Asuntos Públicos: supervisa las actividades de diplomacia pública en el extranjero.
- Oficina de Planificación y Coordinación de Políticas: es responsable de la planificación estratégica y la evaluación de la oficina.

La Oficina de Asuntos del Hemisferio Occidental también supervisa la Misión de los Estados Unidos ante la Organización de los Estados Americanos, y opera las embajadas y consulados estadounidenses en los países americanos.